# Coprolito

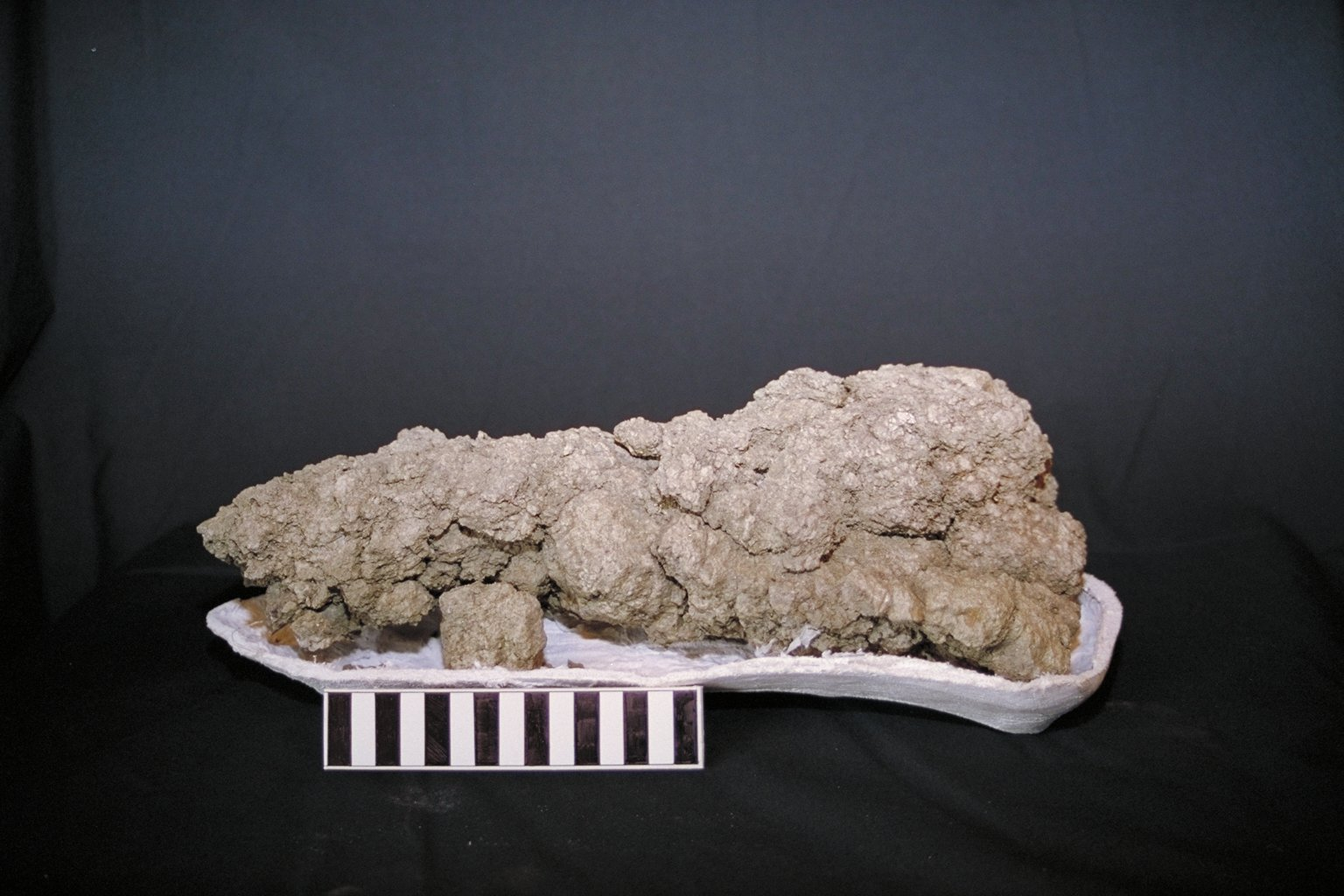
Coprolito de un dinosaurio carnívoro encontrado en el suroeste de Saskatchewan.

Los coprolitos (del griego κόπρος kopros, ‘excremento’, y λίθος lithos, ‘piedra’) son heces fosilizadas por desecación o mineralización. Se clasifican en parataxones. Su estudio permite detectar la presencia de elementos tales como fragmentos vegetales y óseos, polen, silicofitolitos, parásitos y obtener información sobre la dieta, el rango de acción, la estacionalidad en el uso de los recursos o, incluso, infecciones parasitarias del organismo que produjo esas heces.
Fueron descubiertos por Mary Anning y descritos por primera vez por William Buckland en 1829. Su principal importancia radica en que constituyen pruebas directas de hábitos alimenticios y depredación de especies extintas, especialmente carnívoros ya que resulta más fácil encontrar restos óseos no digeridos que vegetales, (si bien esto no es imposible), estableciendo en muchos casos relaciones directas depredador-presa, que de otra forma solo son teóricas.
Es posible estudiar aspectos de la composición de los coprolitos mediante distintas técnicas. Una de ellas consiste en tomar imágenes mediante una tomografía axial computarizada (TAC). o microtomografía Otra técnica para el procesamiento de estas muestras implica la división en submuestras, rehidratación, deflocuación, filtración, para entonces analizar cada inclusión por separado.

## Descripción
Son de origen animal. El estudio de los coprolitos constituye un campo muy importante para la paleontología, ya que teniendo en cuenta el lugar donde fueron hallados y sus características, es posible determinar con cierta precisión a qué animales correspondieron.
Hasta ahora, se corroboró que la inmensa mayoría de los coprolitos encontrados en distintas partes del mundo, pertenecieron a invertebrados, mamíferos, aves carnívoras y dinosaurios.

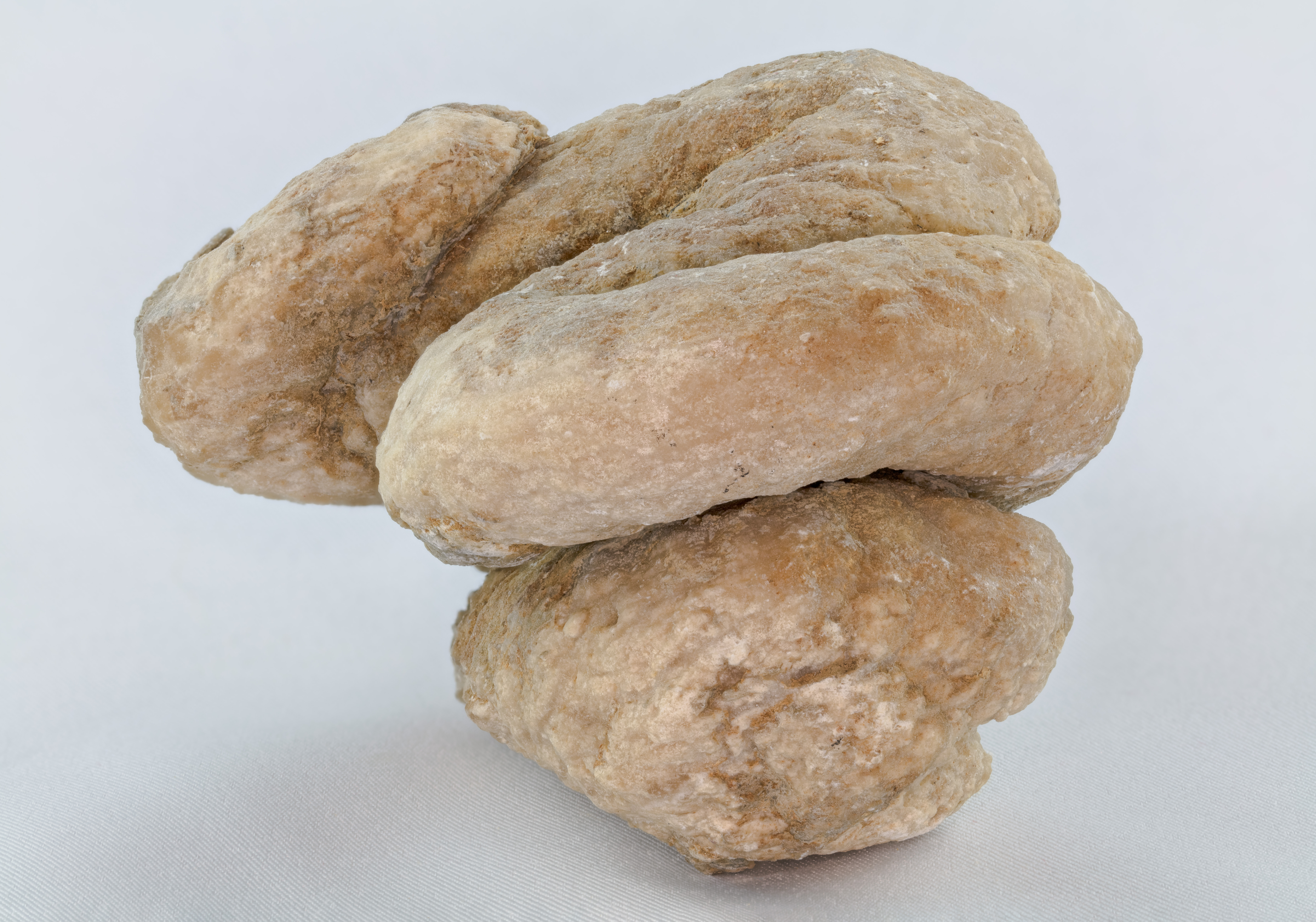
Coprolito (posiblemente de hiena) del mioceno encontrado en Calatayud, España.